# Lucasium
Lucasium is een geslacht van hagedissen die behoren tot de gekko's en de familie Diplodactylidae.

## Naam en indeling
De wetenschappelijke naam van de groep werd voor het eerst voorgesteld door Heinz Wermuth in 1965. Het geslacht was lange tijd monotypisch en er werd slechts één soort erkend; Lucasium damaeum. Tegenwoordig worden veertien soorten aan het geslacht toegekend, waarvan veel soorten niet recent zijn ontdekt, maar al eerder zijn beschreven. Deze gekko's werden eerder tot andere geslachten gerekend, zoals Diplodactylus. De soorten Lucasium iris en Lucasium microplax zijn hierop een uitzondering, deze hagedissen werden voor het eerst beschreven in 2020.
De geslachtsnaam Lucasium is een eerbetoon aan de Britse arts en herpetoloog Arthur Henry Shakespeare Lucas (1853 - 1936).

## Uiterlijke kenmerken
De hagedissen bereiken een lichaamslengte exclusief de staart van ongeveer 5 tot 9 centimeter. De staart is relatief lang en dun. De soorten worden gekenmerkt door lange dunne vingers en tenen met relatief kleine hechtlamellen. De ogen zijn relatief groot en hebben een verticale pupil.

## Levenswijze
De soorten zijn 's nachts actief en schuilen overdag in de holen van insecten en spinnen. De gekko's zijn bodembewonend en zijn erg snel als ze over de bodem rennen. De vrouwtjes zetten eieren af, die soms in holen van ongewervelden worden geplaatst.

## Verspreiding en habitat
De gekko's komen endemisch voor in Australië en zijn aangetroffen in de staten New South Wales, Noordelijk Territorium, Queensland, Victoria, West-Australië en Zuid-Australië. De habitat bestaat uit droge savannen, verschillende typen graslanden en scrublands, hete woestijnen, droge tropische en subtropische bossen en rotsige omgevingen. Ook in door de mens aangepaste streken zoals weilanden kunnen de hagedissen worden gevonden.

## Beschermingsstatus
Door de internationale natuurbeschermingsorganisatie IUCN is aan elf soorten een beschermingsstatus toegewezen. Tien soorten worden beschouwd als 'veilig' (Least Concern of LC) en de soort Lucasium occultum wordt gezien als 'bedreigd' (Endangered of EN).

## Soorten
Het geslacht omvat de volgende soorten, met de auteur en het verspreidingsgebied.
| Naam                   | Auteur                                               | Verspreidingsgebied                                                                             |
| ---------------------- | ---------------------------------------------------- | ----------------------------------------------------------------------------------------------- |
| Lucasium alboguttatum  | Werner, 1910                                         | Australië (West-Australië)                                                                      |
| Lucasium bungabinna    | Doughty & Hutchinson, 2008                           | Australië (West-Australië, Zuid-Australië)                                                      |
| Lucasium byrnei        | Lucas & Frost, 1896                                  | Australië (New South Wales, Noordelijk Territorium, Queensland, Zuid-Australië)                 |
| Lucasium damaeum       | Lucas & Frost, 1896                                  | Australië (New South Wales, Queensland, Victoria, West-Australië)                               |
| Lucasium immaculatum   | Storr, 1988                                          | Australië (Noordelijk Territorium, Queensland)                                                  |
| Lucasium iris          | Vanderduys, Hoskin, Kutt, J.M. Wright & Zozaya, 2020 | Australië (Queensland)                                                                          |
| Lucasium maini         | Kluge, 1962                                          | Australië (West-Australië)                                                                      |
| Lucasium microplax     | Eastwood, Doughty, Hutchinson, & Pepper, 2020        | Australië (Noordelijk Territorium, West-Australië, Zuid-Australië)                              |
| Lucasium occultum      | King in King, Braithwaite & Wombey, 1982             | Australië (Noordelijk Territorium)                                                              |
| Lucasium squarrosum    | Kluge, 1962                                          | Australië (West-Australië)                                                                      |
| Lucasium steindachneri | Boulenger, 1885                                      | Australië (New South Wales, Queensland, mogelijk in Zuid-Australië)                             |
| Lucasium stenodactylum | Boulenger, 1896                                      | Australië (New South Wales, Noordelijk Territorium, Queensland, West-Australië, Zuid-Australië) |
| Lucasium wombeyi       | Storr, 1978                                          | Australië (West-Australië)                                                                      |
| Lucasium woodwardi     | Fry, 1914                                            | Australië (West-Australië)                                                                      |